# Новомишастовскаја
Новомишастовскаја (рус. Новомышастовская) насељено је место руралног типа (станица) на југозападу европског дела Руске Федерације. Налази се у западном делу Краснодарске покрајине и административно припада њеном Красноармејском рејону.
Према подацима националне статистичке службе РФ за 2010, станица је имала 10.032 становника.

## Географија
Станица Новомишастовскаја се налази у западном делу Краснодарске покрајине, односно на крајњем југу Кубањско-приазовске степе. Лежи на надморској висини од око 11 метара. Село се налази на око 38 км северозападно од покрајинског административног центра, града Краснодара, односно на око 33 км југоисточно од рејонског центра, станице Полтавскаје.

## Историја
Савремено насеље основали су 1823. козачки пресељенци који су се на ово подручје доселили из неколико десетина километара источнијег насеља Старомишастовскаја (данас на територији Динског рејона). Почетком 1829. у селу је постојало 325 домаћинстава. Садашње име село добија 1838, а већ до 1861. број становника се попео на 5.550 житеља који су живели у 843 домаћинства.
Прва сеоска школа са радом је почела 1865. године.

## Демографија
Према подацима са пописа становништва 2010. у селу је живело 10.032 становника.
| 1939. | 1959. | 1979. | 1989. | 2002. | 2010.  |
| ----- | ----- | ----- | ----- | ----- | ------ |
| 6.500 | 7.847 | 8.040 | [ 1 ] | 9.789 | 10.032 |